# Freilichtmuseum Ensemble Gerersdorf

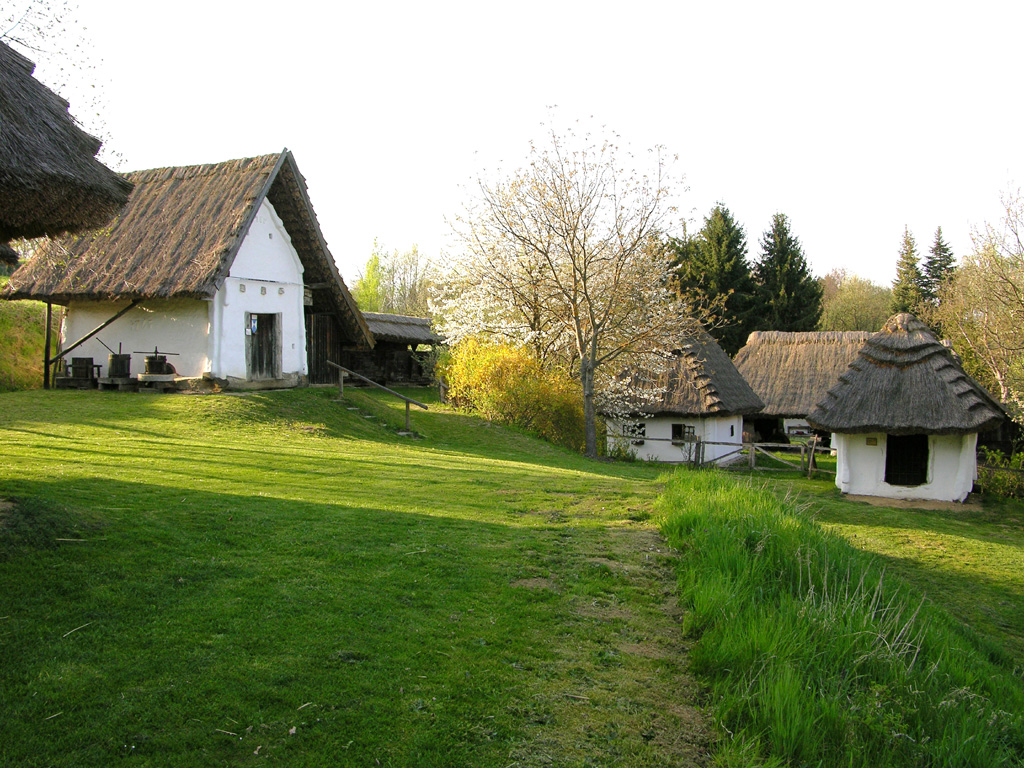
Kitting und Kellerstöckl. Einige der strohgedeckten Gebäude des Freilichtmuseums Ensemble Gerersdorf im Burgenland, Österreich.

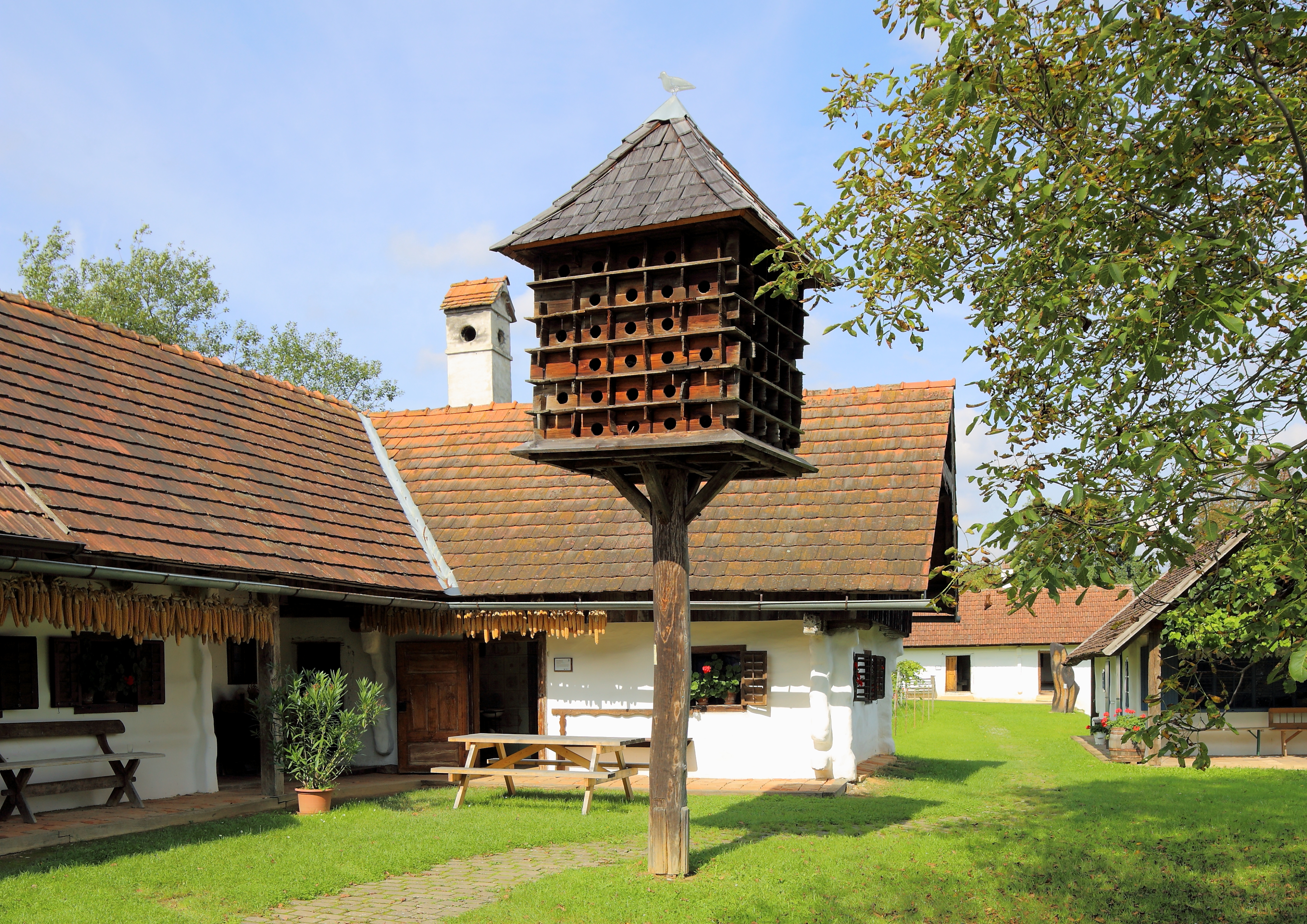
Taubenschlag (19. Jh.) und links das Wunderlhaus mit einer Rauchküche

Das Freilichtmuseum Ensemble Gerersdorf ist ein im Jahr 1976 privat gegründetes Freilichtmuseum in der Gemeinde Gerersdorf-Sulz im Burgenland (Österreich).

## Freilichtmuseum
Anhand von großteils strohgedeckten Wohn- und Wirtschaftsgebäuden, Gebrauchsgegenständen und bäuerlichen Gerätschaften aus dem 18. bis frühen 20. Jahrhundert, wird ein umfassender und lebensnaher Einblick in die, für den südburgenländischen Raum typische, pannonische Kultur geboten.
Den Besuchern wird die Lebensweise der Bauern und Handwerker damals in dieser Region nahegebracht, sei es bei einem eigenständigen Rundgang durch die authentisch eingerichteten Gebäude oder bei einer Führung. Zusätzlich erklärt bereitliegendes ausführliches Informationsmaterial die einzelnen Gebäude.
Speziell für Schulen gibt es kindgerechte Führungen.
Bereits 1976 wurde das in privater Initiative entstandene Freilichtmuseum mit zunächst nur sechs Gebäuden unter dem Namen „Ensemble Gerersdorf“ eröffnet. Mit inzwischen 34 Bauobjekten ist es zum größten Freilichtmuseum im Burgenland angewachsen und führt das Österreichische Museumsgütesiegel.

## Geschichte
Das Museum entstand rund um einen strohgedeckten Bauernhof aus dem frühen 19. Jahrhundert in Gerersdorf bei Güssing, der vom Gründer Gerhard Kisser 1972 erworben und damit vor dem sicheren Verfall gerettet wurde. Zu Beginn diente dieses alte Holzblockhaus dem Gründer und seiner Familie als Wochenendhaus. Schnell stellte sich heraus, dass es in der Region noch unzählige andere Bauernhäuser und Gebäude aus dieser Zeit gab, teilweise noch von einer aussterbenden Bauerngeneration bewohnt oder schon halb verfallen. Es wuchs der Wunsch diese sehr reizvolle anonyme bäuerliche Holzarchitektur zu erhalten und wieder zu beleben. Nach und nach wurden die Bauten mithilfe von Bewohnern der Region, die die Techniken der Holzblockbauweise und des Dachdeckens mit Stroh noch beherrschten, in mühevoller Handarbeit abgetragen und in Gerersdorf wieder aufgebaut.
Seit der ersten öffentlichen Präsentation im Jahr 1976 wuchs der Bestand Jahr für Jahr. 1996 wurde das Museum, aufgrund der begrenzten finanziellen und zeitlichen Möglichkeiten des Gründers, an den eigens gegründeten Verein Freunde des Freilichtmuseums Ensemble Gerersdorf übertragen, der bis heute erfolgreich den Betrieb und die Erhaltung des Museums in großteils ehrenamtlicher Arbeit gewährleistet.
Der Gründer ist weiterhin mit der Erweiterung und Aufarbeitung der Sammlung beschäftigt.